# 壽命院 (北本市)
壽命院（じゅみょういん）は、埼玉県北本市にある真言宗智山派の寺院。
境内北方は鴻巣七騎であった深井対馬守景吉が居住した屋敷跡と考えられている遺跡がある（雑木林遺跡）。

## 歴史
開山は文明年間に亡くなった圓俊で、深井六郎次郎景孝が中興した。古くは持明院と号したが、天正年間に徳川家康から寺領10石の朱印状を受領した際に現在の壽命院に改めた。その朱印状は現在、北本市指定の古文書として文化財に指定されている。

## 文化財
- 木造阿弥陀如来立像（北本市指定文化財  彫刻  昭和53年3月15日指定）[3]
- 寿命院朱印状（北本市指定文化財  古文書  昭和53年3月15日指定）[3]
- 寿命院板石塔婆（建長三年銘）（北本市指定文化財  歴史資料  昭和54年3月15日指定）[3]
- 寿命院板石塔婆（建治二年銘）（北本市指定文化財  歴史資料  昭和54年3月15日指定）[3]